# Polkowice (gmina)
Polkowice – gmina miejsko-wiejska w województwie dolnośląskim, w powiecie polkowickim, na części Wzgórz Dalkowskich, Doliny Szprotawy i Wysoczyzny Lubińsko-Chocianowskiej.
Siedziba gminy to Polkowice.
Według danych z 30 czerwca 2004 gminę zamieszkiwały 26 002 osoby. Natomiast według danych z 30 czerwca 2020 roku gminę zamieszkiwało 27 715 osób.

## Historia
Gmina Polkowice z siedzibą władz we wsi Polkowice (do 1945 miasto) powstała po II wojnie światowej na terenie tzw. Ziem Odzyskanych (tzw. II okręg administracyjny – Dolny Śląsk). 28 czerwca 1946 gmina – jako jednostka administracyjna powiatu głogowskiego – weszła w skład nowo utworzonego woj. wrocławskiego. 6 lipca 1950 gmina wraz z całym powiatem głogowskim weszła w skład nowo utworzonego woj. zielonogórskiego.
Według stanu z 1 lipca 1952 gmina składała się z 14 gromad: Bądzów, Gaiki, Guzice, Jerzmanowa, Komorniki, Kurów Mały, Moskorzyn, Obiszów, Polkowice, Polkowice Dolne, Potoczek, Sucha Górna, Tarnówek i Trzebcz. 5 października 1954 z gminy Polkowice w powiecie głogowskim w woj. zielonogórskim wyłączono gromady Guzice, Komorniki, Trzebcz, Tarnówek, Moskarzyn, Polkowice, Polkowice Dolne i Sucha Górna włączając je do powiatu lubińskiego w woj. wrocławskim.
Gmina została zniesiona jesienią 1954 wraz z reformą wprowadzającą gromady w miejsce gmin.
1 stycznia 1967 Polkowice otrzymały prawa miejskie.
Gminę Polkowice reaktywowano 1 stycznia 1973 roku, tym razem w powiecie lubińskim w woj. wrocławskim. W jej skład weszło 19 sołectw: Biedrzychowa, Dąbrowa, Guzice, Jabłonów, Jędrzychów, Kazimierzów, Komorniki, Moskorzyn, Nowa Wieś Lubińska, Parchów, Pierzkowice, Pogorzeliska, Polkowice Dolne, Sobin, Sucha Góra, Szklary Górne, Tarnówek, Trzebcz i Żuków.
9 grudnia 1973 roku (z wejściem w życie od 4 października 1973) z gminy Polkowice wyłączono: a) wsie Jabłonów, Nowa Wieś Lubińska, Parchów i Pogorzeliska włączając je do nowo utworzonej gminy Chocianów, oraz b) wieś Szklary Górne włączając ją do gminy Lubin; do gminy Polkowice przyłączono natomiast wsie Barszów i Żelazny Most z gminy Rudna w tymże powiecie.
W latach 1975–1998 gmina położona była w województwie legnickim.
W 1999 roku znalazła się w nowo utworzonym powiecie polkowickim w województwie dolnośląskim.

## Struktura powierzchni
Według danych z roku 2002 gmina Polkowice ma obszar 158,77 km², w tym:
- użytki rolne: 43%
- użytki leśne: 40%

Gmina stanowi 20,36% powierzchni powiatu.

## Demografia

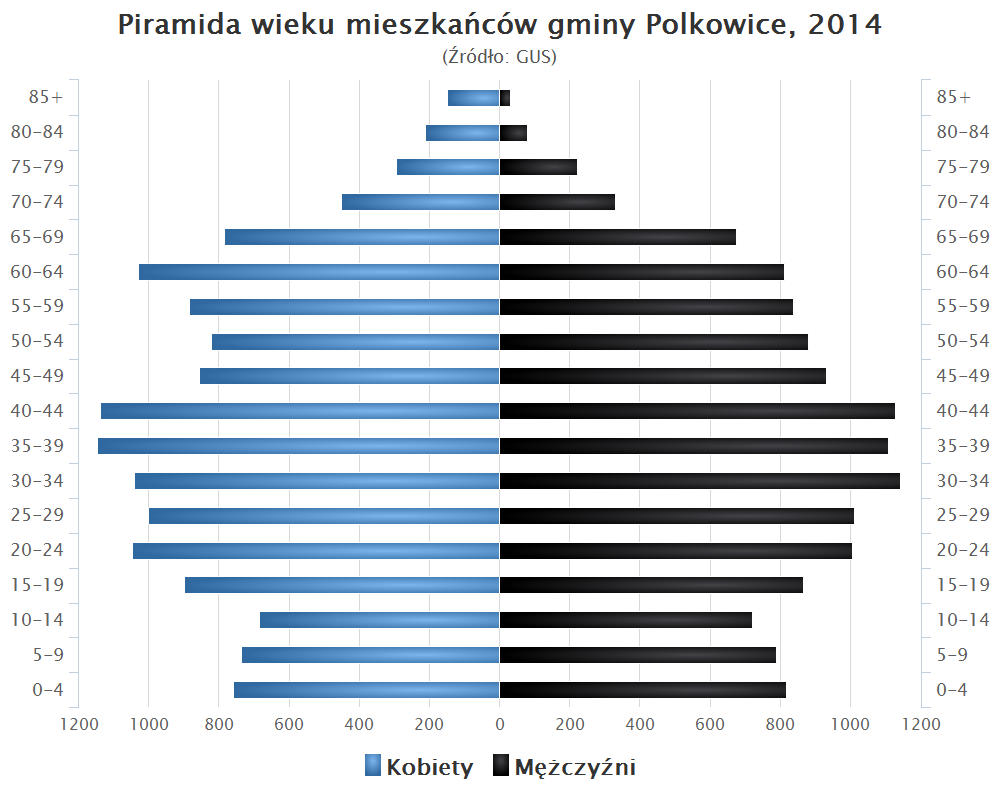
Piramida wieku mieszkańców gminy Polkowice w 2014 roku

Dane z 30 czerwca 2004:
| Opis                              | Ogółem | Ogółem | Kobiety | Kobiety | Mężczyźni | Mężczyźni |
| --------------------------------- | ------ | ------ | ------- | ------- | --------- | --------- |
| jednostka                         | osób   | %      | osób    | %       | osób      | %         |
| populacja                         | 26 002 | 100    | 13 195  | 50,7    | 12 807    | 49,3      |
| gęstość zaludnienia (mieszk./km²) | 163,8  | 163,8  | 83,1    | 83,1    | 80,7      | 80,7      |

## Miejscowości
miastoPolkowice,
wsieBiedrzychowa, Dąbrowa, Guzice, Jędrzychów, Kaźmierzów, Komorniki, Moskorzyn, Nowa Wieś Lubińska, Pieszkowice, Sobin, Sucha Górna, Tarnówek, Trzebcz, Żelazny Most i Żuków.
osadyNowinki, Paulinów, Włoszczów

## Sąsiednie gminy
Chocianów, Grębocice, Jerzmanowa, Lubin, Radwanice, Rudna, Przemków